# 喜多川2tom
喜多川 2tom（、1957年〈昭和32年〉12月21日 - ）は、日本の俳優、スタントマンである。本名は喜多川 務（読み同じ）。ジャパンアクションエンタープライズ所属。山口県下松市出身。特技は中国武術。妻は『バトルフィーバーJ』（1979年）で中盤以降ミスアメリカのスーツアクトレスを演じた小野寺えい子。

## 人物
趣味はイラスト・ギター、特技は武術。
身長161センチメートルの小柄なスタントマン。山口県桜ケ丘高校時代は体操選手で、インターハイの出場経験があり、俊敏でアクロバティックな動きを得意としている。
ウルトラマンになることを目指し、スタントマンの道に進む。高校の体操顧問が千葉真一の先輩であったことから、顧問の紹介でジャパンアクションクラブに6期生として入門。入門当時は小柄な体型であることからヒーロー役は無理と言われ、戦闘員や女性の吹き替えスタントをメインとしていた。
スーツアクターとしてスーパー戦隊シリーズに参加し、大葉健二や春田純一の代役、後楽園ゆうえんちでのショーを経て、『超電子バイオマン』（1984年）のブルースリー役で本格的に持ち役を抱えて以降、多くのヒーローを演じてきた。顔出しでの出演も多い。
『光戦隊マスクマン』（1987年）で自身が担当したブルーマスクの変身前を演じた広田一成からは、中国拳法の手ほどきを受けた。その後も中国拳法のトレーニングを続け、『五星戦隊ダイレンジャー』（1993年）ではシシレンジャーのスーツアクターとして広田直伝の中国拳法を見せている。『獣拳戦隊ゲキレンジャー』（2007年）ではそれを生かし、中国拳法指導として参加している。
『モスラ3 キングギドラ来襲』（1998年）ではキングギドラを演じ、そのアクションが評価されたことから『ゴジラ2000 ミレニアム』（1999年）以降のゴジラを演じたほか、『ゴジラ FINAL WARS』（2004年）ではスーツアクションアドバイザーを兼務した。後年は、ゴジラ役のスーツアクターとして中島春雄や薩摩剣八郎らとともにアメリカのイベントに出演することが多い。
1985年に『バトルフィーバーJ』で共演した小野寺えい子と結婚。

## エピソード
黄色のインナースーツを好んで着用するが、これは特技を生かし、ブルース・リーのものまねでCMに出演していた影響であるという。
大葉や春田の代役としての出演は、当時両者の撮影時間の都合によるもの。「機械と野生の対照的な両者の動きで自分が出来上がった」と語る。自身の持ち役の低姿勢の構えは、大葉健二のバトルケニアの影響を受けている。『大戦隊ゴーグルファイブ』（1982年）の5人同時で飛び降りるブラックは喜多川が演じている。
初めてヒーロー役のレギュラーを演じたのは『バトルフィーバーJ』のミスアメリカ役で、小牧りさに代わりトランポリンなどのスタントを務めた。喜多川が演じる場合は厚めのタイツを着用している。喜多川は、それまでも女優のスタンドインを務めたこともあるためヒロイン役を演じることに恥ずかしさは感じなかったが、バトルケニアの代役も兼任していたためミスアメリカはあまり演じたくなかったと述べている。その後、降板した小牧と交代した新人の小野寺えい子のアクションが上達していったため、喜多川はケニア役に専念するようになった。
妻の小野寺えい子とは『バトルフィーバーJ』でともにミスアメリカを担当しているが、小野寺は結婚を意識するようになったのは『電子戦隊デンジマン』（1980年）辺りからではないかと述べている。
『超電子バイオマン』では、初回のラストで靭帯を切ってしまい、激しいアクションができなくなったため吊りのアクションが多くなったという。
『超力戦隊オーレンジャー』ショーでオーブルーを演じた際は棒術を使って殺陣を行っていたが、ある日のショーでオーブルーの棒がステージにぶつかってしまい、棒がどこかに飛んでいってしまうというアクシデントに見舞われた。その際は会場がザワつく一幕もあったが、喜多川はわずか１秒で素手のアクションに切り替え、棒術のように両手を上手く使うことでパワーダウンした感じを一切出さずアドリブで乗り切った。その様子を見ていたしいはしジャスタウェイは喜多川のプロ根性に驚嘆し、「もともと、棒は落ちる演出でした？と思うほど見事な殺陣でした。プロというものを見せてもらった瞬間でした」と語っている。
キングギドラ役での起用は同作品の特技監督である鈴木健二が白亜紀型キングギドラの走って飛び上がるアクションができる小柄なアクターを探していた際に、若狭新一が喜多川がブルース・リーのものまねで出演していたCMを見たことから出演依頼が来たとされる。喜多川自身は記念になるからという軽い気持ちで引き受けたという。ゴジラシリーズでは、戦隊シリーズではなかったミニチュアセットの破壊シーンの撮影では、失敗すると多くのスタッフに余計な苦労をさせてしまうため「緊張のあまり腹が痛くなった」という。
『ゴジラ2000 ミレニアム』では、スーツ製作時に喜多川の型取りを行ったが、石膏が徐々に固まることに閉所恐怖症のような恐怖を感じ、二度とやりたくないと思ったことを述懐している。実際にスーツを試着したときも、呼吸ができず死ぬ思いであったという。ゴジラについては、自身がスタントマンとして20年間培った技術が一切通用しなかったと語っている。『ゴジラ×モスラ×メカゴジラ 東京SOS』（2003年）では、特殊技術の浅田英一からVSシリーズでの薩摩剣八郎のような動きを求められ抵抗があったが、続く『ゴジラ FINAL WARS』（2004年）では遠慮なくなんでも言い合える関係になっていたという。『ゴジラ×メガギラス G消滅作戦』では、喜多川から型をとったダミー人形の通称「キタガワ君」が用いられた。
ゴジラシリーズでは待ち時間が長いため、喜多川はその合間に造形スタッフの助言を受けながら、周辺の道具などを用いてゴジラなどの造形物を制作していた。
指導側に立つようになった後も、『手裏剣戦隊ニンニンジャー』や『動物戦隊ジュウオウジャー』などで人手が不足したときに戦闘員などを演じている。喜多川は、若人と仕事をするのは楽しいが、気を使わせているのは申し訳ないと述べている。

## 出演作品

### 特撮テレビドラマ
- アクマイザー3（1975年 - 1976年） - 兵士アグマー[出典 9]
- 超神ビビューン（1976年 - 1977年）
- 透明ドリちゃん（1978年）
- 宇宙からのメッセージ・銀河大戦（1978年 - 1979年） - ガバナス兵[3]、ベルダ人[3]
- スパイダーマン（1978年 - 1979年）
- メガロマン（1979年） - 黒星怪獣、黒星族兵士
- メタルヒーローシリーズ
  - 世界忍者戦ジライヤ （1988年） - 漢忍緑龍[23]
  - 機動刑事ジバン（1989年） - 第9話ゲスト
  - 特警ウインスペクター（1990年） - 人面コウモリ（第29話）
  - 特捜エクシードラフト（1992年） - 亜川の部下（第27話）
- スーパー戦隊シリーズ
  - 秘密戦隊ゴレンジャー（1976年 - 1977年）
  - ジャッカー電撃隊（1977年） - 戦闘員
  - バトルフィーバーJ（1979年 - 1980年） - バトルケニア（代役）[出典 10]、ミスアメリカ（一部）[出典 11]
  - 電子戦隊デンジマン（1980年 - 1981年） - デンジブルー（代役）[要出典]
  - 太陽戦隊サンバルカン（1981年 - 1982年） - バルシャーク（第1話）[要出典]
  - 大戦隊ゴーグルファイブ（1982年 - 1983年） - ゴーグルブラック（代役）[25][26]
  - 科学戦隊ダイナマン（1983年 - 1984年） - ダイナブラック（代役）[27]
  - 超電子バイオマン（1984年 - 1985年） - ブルースリー[28][8]
  - 電撃戦隊チェンジマン（1985年 - 1986年） - チェンジペガサス[出典 12]、西本ひろ子吹き替え[8]
  - 超新星フラッシュマン（1986年 - 1987年） - ブルーフラッシュ[28][3]
  - 光戦隊マスクマン（1987年 - 1988年） - ブルーマスク[出典 13]
  - 鳥人戦隊ジェットマン（1991年） - 中年の男（第6話）
  - 五星戦隊ダイレンジャー（1993年 - 1994年） - シシレンジャー[8][3]
  - 忍者戦隊カクレンジャー（1994年 - 1995年） - ニンジャブラック[出典 14]
  - 獣拳戦隊ゲキレンジャー（2007年 - 2008年） - バット・リー[8][32]、ケーキ屋の主人
  - 炎神戦隊ゴーオンジャー（2008年 - 2009年） - 係員
  - 海賊戦隊ゴーカイジャー（2011年 - 2012年）
  - 特命戦隊ゴーバスターズ（2012年 - 2013年）
  - 獣電戦隊キョウリュウジャー（2013年 - 2014年） - キョウリュウジンカンフー（モーションキャプチャ）[33]
  - 烈車戦隊トッキュウジャー（2014年 - 2015年） - 守衛
  - 手裏剣戦隊ニンニンジャー（2015年 - 2016年）
  - 動物戦隊ジュウオウジャー（2016年 - 2017年）
  - 宇宙戦隊キュウレンジャー（2017年 - 2018年）
  - 機界戦隊ゼンカイジャー（2021年 - 2022年） - スーさん（第4,7,19,27,32,34,40,44,47,49話ゲスト）
- 仮面ライダーシリーズ
  - 仮面ライダーウィザード（2012年 - 2013年） - 警備員
  - 仮面ライダー鎧武/ガイム（2013年 - 2014年）
  - 仮面ライダードライブ（2014年 - 2015年） - ロイミュード072[34]
  - 仮面ライダーゴースト（2015年 - 2016年）
  - 仮面ライダーエグゼイド（2016年 - 2017年）
  - 仮面ライダービルド（2017年 - 2018年）
  - 仮面ライダーガッチャード（2024年） - 村長 役（第28・29話）

#### テレビスペシャル
- 烈車戦隊トッキュウジャーVS仮面ライダー鎧武 春休み合体スペシャル（2014年）
- 手裏剣戦隊ニンニンジャーVS仮面ライダードライブ 春休み合体1時間スペシャル（2015年）

### テレビドラマ
- 木曜ゴールデンドラマスペシャル / 東京大地震マグニチュード8.1（1980年、読売テレビ） - ファイヤースタント
- 噂の刑事トミーとマツ（1982年、TBS）
- シャドウ商会変奇郎（1996年、テレビ朝日）
- はみだし刑事情熱系（1996年、テレビ朝日）
- スーパーテレビ情報最前線「韓国地下鉄火災」（2003年、日本テレビ） - 金大漢
- 義経（2005年、NHK） - 源氏の兵
- 西遊記（2006年、フジテレビ） - 武術指導
- キューティーハニー THE LIVE（2007年、テレビ東京） - 田中作之助
- 特命係長 只野仁 4thシーズン（2009年、テレビ朝日）
- テンペスト（2011年、NHK BSプレミアム）中国武術指導
- ダーティ・ママ! 第8話（2012年、日本テレビ） - サラリーマン
- SPEC〜零〜（2013年、TBS）
- ヤメゴク〜ヤクザやめて頂きます〜 第1話（2015年、TBS） - 組員

### 映画
- 劇場版 宇宙からのメッセージ・銀河大戦（1978年）
- 劇場版 スパイダーマン（1978年）
- 火の鳥（1978年） - 尾美としのり吹き替え[8]
- エイトレンジャー2（2014年）
- イン・ザ・ヒーロー（2014年） - 忍者
- スーパー戦隊シリーズ
  - 劇場版 電子戦隊デンジマン（1980年）
  - 劇場版 太陽戦隊サンバルカン（1981年）
  - 劇場版 大戦隊ゴーグルファイブ（1982年）
  - 劇場版 科学戦隊ダイナマン（1983年）
  - 劇場版 超電子バイオマン（1984年）
  - 劇場版 電撃戦隊チェンジマン（1985年）
  - 劇場版 電撃戦隊チェンジマン シャトルベース! 危機一髪!（1985年）
  - 劇場版 超星神フラッシュマン（1986年）
  - 劇場版 超新星フラッシュマン 大逆転! タイタンボーイ!!（1987年）
  - 劇場版 光戦隊マスクマン（1987年）
  - 劇場版 五星戦隊ダイレンジャー（1993年）
  - 劇場版 忍者戦隊カクレンジャー（1994年）
  - スーパー戦隊ワールド（1994年）
  - 侍戦隊シンケンジャー 銀幕版 天下分け目の戦（2009年） - クサレナナシ連中[35]
  - ゴーカイジャー ゴセイジャー スーパー戦隊199ヒーロー大決戦（2011年） - ニンジャブラック[8]、クローバーキング[36] 他
  - 特命戦隊ゴーバスターズVS海賊戦隊ゴーカイジャー THE MOVIE（2013年）
  - 劇場版 獣電戦隊キョウリュウジャー ガブリンチョ・オブ・ミュージック（2013年）
  - 獣電戦隊キョウリュウジャーVSゴーバスターズ 恐竜大決戦! さらば永遠の友よ（2014年）
  - 烈車戦隊トッキュウジャーVSキョウリュウジャー THE MOVIE（2015年） - 少年トッキュウ2号[37]
  - 手裏剣戦隊ニンニンジャー THE MOVIE 恐竜殿さまアッパレ忍法帖!（2015年）
  - 手裏剣戦隊ニンニンジャーVSトッキュウジャー THE MOVIE 忍者・イン・ワンダーランド（2016年）
  - 騎士竜戦隊リュウソウジャー THE MOVIE タイムスリップ!恐竜パニック!!（2019年）
- 仮面ライダーシリーズ
  - 仮面ライダー世界に駆ける（1989年）
  - 仮面ライダー×仮面ライダー ウィザード&フォーゼ MOVIE大戦アルティメイタム（2012年）
  - 劇場版 仮面ライダーウィザード in Magic Land（2013年）
  - 仮面ライダー×仮面ライダー 鎧武&ウィザード 天下分け目の戦国MOVIE大合戦（2013年）
  - 劇場版 仮面ライダー鎧武 サッカー大決戦!黄金の果実争奪杯!（2014年） - 風連部隊[38]
  - 仮面ライダー×仮面ライダー ドライブ&鎧武 MOVIE大戦フルスロットル（2014年）
  - 劇場版 仮面ライダードライブ サプライズ・フューチャー（2015年）
  - 仮面ライダー×仮面ライダー ゴースト&ドライブ 超MOVIE大戦ジェネシス（2015年） - 仮面ライダー純[38]
  - 仮面ライダー1号（2016年）
  - 劇場版 仮面ライダーエグゼイド トゥルー・エンディング（2017年）
  - 仮面ライダー平成ジェネレーションズ FINAL ビルド&エグゼイドwithレジェンドライダー（2017年）
  - 平成仮面ライダー20作記念 仮面ライダー平成ジェネレーションズ FOREVER（2018年）
- モスラ3 キングギドラ来襲（1998年） - キングギドラ[出典 15]
- ゴジラシリーズ - ゴジラ[出典 16]
  - ゴジラ2000 ミレニアム（1999年）
  - ゴジラ×メガギラス G消滅作戦（2000年）
  - ゴジラ×メカゴジラ（2002年）[注釈 2]
  - ゴジラ×モスラ×メカゴジラ 東京SOS（2003年）
  - ゴジラ FINAL WARS（2004年）
- スーパーヒーロー大戦シリーズ
  - 仮面ライダー×スーパー戦隊 スーパーヒーロー大戦（2012年） - ニンジャブラック[4]
  - 仮面ライダー×スーパー戦隊×宇宙刑事 スーパーヒーロー大戦Z（2013年）
  - 平成ライダー対昭和ライダー 仮面ライダー大戦 feat.スーパー戦隊（2014年）
  - スーパーヒーロー大戦GP 仮面ライダー3号（2015年）
  - 仮面ライダー×スーパー戦隊 超スーパーヒーロー大戦（2017年）

### Vシネマ
- スーパー戦隊シリーズ
  - 激走戦隊カーレンジャーVSオーレンジャー （1997年） - オーブルー
  - 忍風戦隊ハリケンジャーVSガオレンジャー（2003年）
  - 獣拳戦隊ゲキレンジャー スペシャルDVD ギュンギュン!拳聖大運動会（2007年）
  - 帰ってきた特命戦隊ゴーバスターズVS動物戦隊ゴーバスターズ（2013年）
  - 忍風戦隊ハリケンジャー 10 YEARS AFTER（2013年）
  - 帰ってきた獣電戦隊キョウリュウジャー 100 YEARS AFTER（2014年）
  - 行って帰ってきた烈車戦隊トッキュウジャー 夢の超トッキュウ7号（2015年） - 子供トッキュウ2号[41]
  - 特捜戦隊デカレンジャー 10 YEARS AFTER（2015年）
  - 帰ってきた手裏剣戦隊ニンニンジャー ニンニンガールズVSボーイズ FINAL WARS（2016年）
  - 暴太郎戦隊ドンブラザーズVSゼンカイジャー（2023年） - スーさん
- 仮面ライダーシリーズ
  - 仮面ライダードライブ シークレット・ミッション type ZERO 第0話 カウントダウン to グローバルフリーズ（2014年）
  - 鎧武/ガイム外伝 仮面ライダー斬月/仮面ライダーバロン（2015年）
  - ドライブサーガ 仮面ライダーチェイサー（2016年）

### 後楽園遊園地ヒーローショー
- バトルフィーバーJ（1979年） - ミスアメリカ[8]
- 電子戦隊デンジマン（1980年） - デンジブルー
- 太陽戦隊サンバルカン（1981年） - バルパンサー
- 大戦隊ゴーグルファイブ（1982年） - ゴーグルブラック
- 科学戦隊ダイナマン（1983年） - ダイナブラック
- 超獣戦隊ライブマン（1988年） - イエローライオン
- 高速戦隊ターボレンジャー（1989年） - イエローターボ
- 地球戦隊ファイブマン（1990年） - ファイブブルー
- 鳥人戦隊ジェットマン（1991年） - ブラックコンドル
- 恐竜戦隊ジュウレンジャー（1992年） - タイガーレンジャー
- 超力戦隊オーレンジャー（1995年） - オーブルー[18]
- 激走戦隊カーレンジャー（1996年） - ブルーレーサー
- 電磁戦隊メガレンジャー（1997年） - メガブルー
- 星獣戦隊ギンガマン（1998年） - ギンガグリーン
- 救急戦隊ゴーゴーファイブ（1999年） - ゴーグリーン
- 未来戦隊タイムレンジャー（2000年） - タイムグリーン
- 百獣戦隊ガオレンジャー（2001年） - ガオブルー
- 忍風戦隊ハリケンジャー（2002年） - ハリケンイエロー[15]
- 爆竜戦隊アバレンジャー（2003年） - アバレブルー
- 特捜戦隊デカレンジャー（2004年）
- 魔法戦隊マジレンジャー（2005年）
- 轟轟戦隊ボウケンジャー（2006年）
- 獣拳戦隊ゲキレンジャー（2007年） - マスターシャーフー
- 炎神戦隊ゴーオンジャー（2008年） - キタネイダス
- 侍戦隊シンケンジャー（2009年） - 怪人 他
- 天装戦隊ゴセイジャー（2010年） - 怪人 他
- 海賊戦隊ゴーカイジャー（2011年） - 怪人 他
- 特命戦隊ゴーバスターズ（2012年） - バグラー
- 手裏剣戦隊ニンニンジャー（2015年）- 首領／ドロタボウ

### ゲーム
- ブシドーブレード（1997年3月14日、スクウェア） - モーションアクター
- 立体忍者活劇 天誅（1998年2月26日、SME） - 忍者・武士のモーションアクター
- DEAD OR ALIVE 2（1999年、テクモ） - モーションアクター
- 立体忍者活劇 天誅 弐（2000年11月30日、アクワイア） - モーションアクター
- 真・三國無双（2000年8月3日、コーエー） - モーションアクター
- 真・三國無双2（2001年9月20日、コーエー） - モーションアクター
- 侍（2002年2月7日、スパイク） - モーションアクター
- パンツァードラグーン オルタ（2002年12月19日、セガ） - モーションアクター
- 真・三國無双3（2003年2月27日、コーエー） - モーションアクター
- 侍道2（2003年10月9日、スパイク） - モーションアクター
- 武刃街 BUJINGAI（2003年12月25日、タイトー） - モーションアドバイザー
- 忍（2004年、アクワイア） - モーションプレイヤー
- サムライウエスタン 活劇侍道（2005年1月1日、スパイク） - モーションアクター
- 忍道 戒（2005年11月10日、スパイク） - モーションアクター
- 侍道3（2008年11月13日、スパイク） - ゲームモーション

### CM
- キャノン（2006年） - ゴジラ
- 千葉銀行（2014年）- 町の人々
- からだすこやか茶W「中華料理 / カンフー編」（2016年） - カンフー指導

### WEBドラマ
- 三井不動産レジデンシャル製作WEBドラマ「タイムスリップ!堀部安兵衛」（2014年） - 吉良方
- dビデオスペシャル 仮面ライダー4号（2015年）

### 舞台
- ジャパンアクションエンタープライズ 第38期卒業公演（2008年5月23日、板橋文化会館） - JAE先輩 役
- 定本熱海殺人事件（2022年）

### イベント
- JAE NAKED LIVE「がんばろう 日本！」（2011年）
- JAE “春”プレミアムイベント 〜Jump Up!〜（2016年）
- Japan Comic Art Expo（2022年）
- Team老健乱部LIVE 〜はじめてなのにアレもコレもNight〜（2022年）

## その他
- 長髪大怪獣ゲハラ（2009年）スーツアクター指導